# Бланш Ревершон-Жув
Бланш Ревершон-Жув (на френски: Blanche Reverchon-Jouve) е френски лекар и психоаналитик.

## Биография
Първоначално учи във Франция, а впоследствие специализира неврология под ръководството на Жозеф Бабински. През 1921 г. се среща с Пиер Жув, а през 1925 г. се омъжва за него.
Анализирана е от Евгения Соколничка и става член на Парижкото психоаналитично общество. През 1953 г. тя се присъединява към Даниел Лагаш и други при разцепването на Парижкото психоаналитично общество.